# Lijst van spelers van Blackpool FC
Deze lijst omvat voetballers die bij de Engelse voetbalclub Blackpool FC spelen of gespeeld hebben. De spelers zijn alfabetisch gerangschikt.

## A
- Gary Ablett
- Charlie Adam
- Louis Almond
- Sone Aluko
- Ángel Martínez
- Jimmy Armfield
- Chris Armstrong

## B
- Alan Ball
- Al Bangura
- Steve Banks
- Barry Bannan
- Alex Baptiste
- David Bardsley
- Shaun Barker
- Thomas Barkhuizen
- Phil Barnes
- Chris Basham
- Marcus Bean
- James Beattie
- Chris Beech
- Paul Beesley
- Paul Bignot
- Adam Blacklaw
- Nick Blackman
- Danny Blair
- James Blair
- Ronnie Blair
- Matt Blinkhorn
- Jason Blunt
- Hameur Bouazza
- Chris Brandon
- Marlon Broomes
- Allan Brown
- Phil Brown
- Gerardo Bruna
- Martin Bullock
- Ben Burgess
- Jamie Burns
- Stephen Bushell
- Andy Butler
- Malcolm Butler
- Tony Butler
- Darren Byfield

## C
- Tony Caig
- Steven Caldwell
- Mo Camara
- Clarke Carlisle
- David Carney
- Francesco Carratta
- Craig Cathcart
- Wayne Cegielski
- Edgar Chadwick
- Jeff Chandler
- Ray Charnley
- Philip Charnock
- Kyle Clancy
- Rob Clare
- Billy Clarke
- Chris Clarke
- Peter Clarke
- Philip Clarkson
- Danny Coid
- Séamus Coleman
- Lee Collins
- Joe Connor
- Mike Conroy
- Andrew Couzens
- Stephen Crainey

## D
- Michael D'Agostino
- Paul Dalglish
- Neil Danns
- Wyn Davies
- Steve Davis
- Rhys Day
- Ishmel Demontagnac
- George Dick
- Carl Dickinson
- Liam Dickinson
- Paul Dickov
- Bojan Djordjic
- Stephen Dobbie
- Adam Dodd
- Peter Doherty
- Ciaran Donnelly
- Terry Donovan
- Doriva
- Phil Doughty
- Jonathan Douglas
- John Durnin

## E
- Neil Eardley
- Robert Earnshaw
- Ashley Eastham
- Harry Eastham
- Lewis Edge
- Paul Edwards
- Rob Edwards
- Robert Edwards
- Josh Egan
- Steven Elliott
- Jay Emmanuel-Thomas
- Jason Euell
- Gareth Evans
- Paul Evans
- Rhys Evans
- Ian Evatt

## F
- George Farm
- Gareth Farrelly
- Graham Fenton
- Barry Ferguson
- Vincent Fernandez
- Lewis Fiorini
- Michael Flynn (voetballer)
- Michael Flynn (voetballer)
- Adrian Forbes
- Richard Forsyth
- David Fox
- Kingsley Francis-Reynolds

## G
- Tom Garrett
- Mark Gayle
- Paul Gerrard
- Matt Gilks
- Simon Gillett
- Lewis Gobern
- Kaspars Gorkšs
- Dean Gorré
- Alan Gow
- Žarko Grabovac
- Danny Graham
- Elliot Grandin
- Simon Grayson
- Anthony Green
- Stuart Green
- Chris Greenacre
- Frederick Griffiths

## H
- Mark Halstead
- Adam Hammill
- Jimmy Hampson
- Marlon Harewood
- Phil Harrington
- Bob Harris
- Joe Hart
- Paul Hart
- Ian Harte
- Lee Hendrie
- Colin Hendry
- Denny Herzig
- Iain Hesford
- Matt Hill
- Mick Hill
- John Hills
- Kirk Hilton
- Grant Holt
- Wesley Hoolahan
- Russell Hoult
- Mark Hudson
- Ian Hughes
- Lee Hughes
- Stephen Husband

## I
- Saša Ilić

## J
- Matt Jackson
- Michael Jackson
- Edward James
- Tommy Jaszczun
- Simon Johnson
- Harry Johnston
- Brad Jones
- Lee Jones
- Sam Jones
- Steve Jones
- Marc Joseph
- Claus Jørgensen

## K
- Steve Kabba
- Sullay Kaikai
- Matthew Kay
- Alfie Kearns
- Jason Kearton
- Dekil Keinan
- Hugh Kelly
- Dylan Kerr
- Chris Kettings
- Phil King
- Richard Kingson
- Sergey Kornilenko
- Njazi Kuqi

## L
- Keith Lasley
- Nicky Law
- David Lee
- Kevin Lee
- Danny Livesey
- Andrew Lonergan
- Chris Lumsdon
- Simon Lynch

## M
- Ted MacDougall
- Neil MacKenzie
- Alan Mahon
- Tony Marsden
- Phil Marsh
- Ian Marshall
- Paul Marshall
- Joe Martin
- Malaury Martin
- Pedro Miguel Matias
- Robert Matthews
- Stanley Matthews
- Pat McGinlay
- Mark McGregor
- Johnny McKenna
- Tony McMahon
- Stephen McPhee
- Micky Mellon
- Dominic Merella
- Scott Metcalfe
- Jamie Milligan
- Mike Milligan
- Gordon Milne
- Simon Miotto
- Danny Mitchley
- Willie Morgan
- Andy Morrell
- Ian Morris
- Stan Mortensen
- Jackie Mudie
- Alex Munro
- John Murphy

## N
- Daniel Nardiello
- Krisztián Németh
- Mike Newell
- Adam Nowland

## O
- Jonathan O'Connor
- Frank O'Donnell
- Roy O'Donovan
- John O'Kane
- Eamon O'Keefe
- Tommy O'Neil
- Eric Orie
- Brett Ormerod
- Graeme Owens

## P
- Keigan Parker
- Gary Parkinson
- Tony Parks
- Colin Pascoe
- Mark Patterson
- Andy Payton
- Fred Pentland
- Bill Perry
- Kevin Phillips
- Matt Phillips
- Lee Philpott
- Les Pogliacomi
- Rory Prendergast
- James Pullen
- Jason Puncheon

## Q
- James Quinn

## R
- Adam Rachel
- Paul Rachubka
- Zesh Rehman
- Andy Reid
- Brian Reid
- George Reid
- Kyel Reid
- Kevin Richardson
- Leam Richardson
- Josh Roberts
- Danny Robinson
- Paul Robinson
- Anton Rogan
- Gary Rowett

## S
- Salaheddine Sbai
- Les Sealey
- Marcel Seip
- Tom Sermanni
- Gary Shaw
- Matthew Shaw
- Kevin Sheedy
- Mike Sheron
- Eddie Shimwell
- Danny Shittu
- Paul Simpson
- Bill Slater
- Bartosz Ślusarski
- Wade Small
- Elias Sørensen
- Keith Southern
- Derek Spence
- Graham Stack
- Phil Stant
- Pāvels Šteinbors
- Paul Stewart
- Sam Stockley
- Kevin Stuhr Ellegaard
- Mike Summerbee
- Craig Sutherland
- Ludovic Sylvestre

## T
- Andy Taylor
- Ernie Taylor
- Scott Taylor
- Sean Taylor
- Gary Taylor-Fletcher
- Michael Theoklitos
- James Thomas
- Steve Thornber
- Ben Thornley
- Sean Thornton
- Paul Tierney
- Liam Tomsett

## V
- Luke Varney
- David Vaughan
- Scott Vernon

## W
- Dave Wagstaffe
- Tony Waiters
- Richard Walker
- Mick Walsh
- Simon Walton
- Paul Warhurst
- Andy Watson
- Philip Watson
- Richie Wellens
- Andy Welsh
- Jim Whitley
- Neil Whitworth
- Jason Wilcox
- Simon Wiles
- Andrew Wilkinson
- Robbie Williams
- George Wood
- Neil Wood
- Nigel Worthington
- Alan Wright
- Jermaine Wright
- Tommy Wright

## Y
- Frank Yallop